# Dinocarión
El dinocarion es una organización celular típica del grupo de  protistas llamado Dinoflagellata. Los dinoflagelados tienen una gran importancia biológica y evolutiva, y presentan características estructurales únicas entre los organismos con núcleos celulares bien definidos.
El dinocarion se caracteriza por tener un núcleo único, grande y haploide. 
Los cromosomas permanecen condensados durante toda la interfase, en vez de solamente durante la mitosis. No hay huso acromático ni centriolo y los cromosomas no tienen centrómero, carecen de histonas y permanecen fijados a la membrana nuclear. 

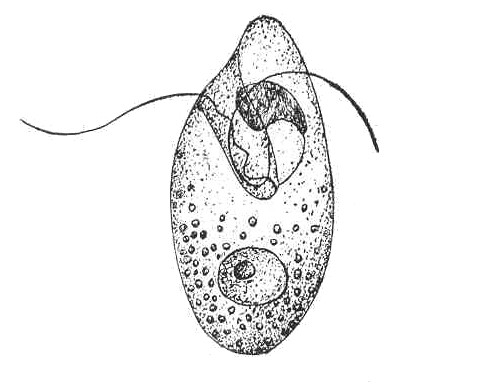
Dibujo donde se observan en el tercio inferior del cuerpo: el núcleo y el nucleolo oscuro en su interior. (Gary Calkins, 1901)

El núcleo celular varía en forma, tamaño y contenido de ADN. Las morfologías nucleares que se observan son: ovalada (Crypthecodinium cohnii), triangular (Gymnodinium dodgei), arriñonada (Alexandrium fundyense) y en u o v (Prorocentrum micans). El tamaño nuclear es muy amplio, va de 5 µm (micrómetros) como en Crypthecodinium cohnii, a 40 µm, como en Gymnodinium nelson.
Esta clase de núcleo fue una vez considerado una forma intermedia entre el nucleoide de los procariontes y los núcleos verdaderos de los eucariontes, y fue llamado mesocarión, pero ahora se considera una forma avanzada más que primitiva.